# イグナシオ・メンディー
イグナシオ・メンディー（Ignacio Mendy、2000年6月29日 - ）は、ユナイテッド・ラグビー・チャンピオンシップ、ベネットン・ラグビーに所属するラグビー選手。

## プロフィール
- アルゼンチン・ブエノスアイレス出身[1]。
- ポジションはフルバック(FB)。
- 身長 185cm、体重 81kg
- U20アルゼンチン代表に選ばれたことがある[2]。
- アルゼンチン代表キャップは1（2022年12月現在）。

## 略歴
2019年、ハグアレスに加入。
2021年、東京五輪の7人制アルゼンチン代表に選ばれて銅メダル獲得。
ハグアレスXVを経て、2022年、ベネットンに加入。